# Hristo Chopov
Hristo Chopov (en bulgare : Христо Шопов ; SBOTCC : Hristo Shopov) le 4 janvier 1964 à Sofia, est un acteur bulgare. Son père, Naoum Chopov, est également un célèbre acteur bulgare. Il tient le rôle de Ponce Pilate dans La Passion du Christ de Mel Gibson.

## Filmographie
- 1981 : Dichaï, tchovetche (Aujourd'hui)
- 1988 : Vchera (Hier)
- 2002 : Interceptor Force 2
- 2003 : Sledvaï me (Suis-moi)
- 2003 : Alien Hunter
- 2003 : Dragon Fighter
- 2004 : Phantom Force
- 2004 : Target of Opportunity
- 2004 : Lumière noire (Darklight)
- 2004 : La Passion du Christ : Ponce Pilate
- 2005 : Karol, l'homme qui devint Pape : Julian Kordek
- 2008 : Résolution 819 (téléfilm) : Momcilo Draganovic
- 2009 : Commando d'élite (Command Performance)
- 2009 : Barbarossa : Rainald von Dassel
- 2010 : Double Identity : Serik Doulova
- 2010 : Un seul deviendra invincible 3 (Undisputed 3) : Warden Kuss
- 2011 : Operation Shmenti Capelli
- 2011 : Love.net